# Március 27.
Március 27. az év 86. (szökőévben 87.) napja a Gergely-naptár szerint. Az évből még 279 nap van hátra.
Névnapok: Hajnalka + Alap, Alpár, Archibald, Auguszta, Augusztina, Hajnal, János, Lida, Lídia, Marót, Nikodémia, Nikodémusz, Rupert, Ruperta

## Események

### Politikai események
- 1625 – I. Károly lesz Anglia és Skócia királya.
- 1918 – Besszarábia csatlakozik Romániához.
- 1921 – IV. Károly magyar király első  visszatérési kísérlete.
- 1931 – A Steinherz Rudolf-gyilkosság
- 1936 – Milan Hodža csehszlovák miniszterelnök megbeszéléseket folytat a Hlinka-féle Szlovák Néppárt képviselőivel a párt kormányba lépéséről, de az önálló szlovák kormány követelése miatt a tárgyalások nem vezetnek eredményre.
- 2000 – Az Ír Köztársasági Hadsereg nem nyilatkozik a leszerelés menetrendjéről, válaszul London felfüggeszti a tartományi kormányt.
- 2008 – Baszra közelében – a kormányerők és síita fegyveresek között dúló harcok közepette – felrobbantják Irak két fő olajvezetékének egyikét.

### Tudományos és gazdasági események
- 98 – Napfogyatkozás Rómában.
- 1513 – A Juan Ponce de León vezette spanyolok felfedezik Floridát.
- 1989 – Megszakad a kapcsolat a Mars körül keringő szovjet Fobosz–2 Marsszondával.
- 2015 – a Szojuz TMA–16M orosz űrhajó kilövése.

### Sportesemények
- 1871 – Megrendezik az első nemzetközi rögbi mérkőzést Anglia és Skócia között.

Labdarúgás
- 2023 – Magyarország–Bulgária, Európa-bajnoki selejtező mérkőzés (978. hivatalos mérkőzés), Budapest, Puskás Aréna

Formula–1
- 1983 –  amerikai nagydíj – Nyugat, Long Beach – Győztes: John Watson  (McLaren Ford)
- 1994 –  brazil nagydíj, Interlagos – Győztes: Michael Schumacher  (Benetton Ford)
- 2011 –  ausztrál nagydíj, Melbourne – Győztes: Sebastian Vettel  (Red Bull Racing Renault)

Országútikerékpár-versenyzés
- 2016 – - 2016-os Gent–Wevelgem – Győztes: Peter Sagan  (Tinkoff Saxo-Bank)

### Egyéb események
- 1910 – A szatmárököritói tűz, Magyarország ezidáig legtöbb halálos áldozatot követelő tűzesete (312 halott, 99 sérült)
- 1964 – Az 1964-es nagypénteki földrengés Alaszka déli partjainál.
- 1968 – Rossz időjárási viszonyok között lezuhan a 34 éves Jurij Gagarin MiG–15-ös vadászgépe. (A balesetben az első űrhajós mellett életét vesztette Vlagyimir Szerjogin tesztpilóta is.)[1]
- 1977 – A holland KLM és az amerikai PanAm Boeing 747-es repülőgépe összeütközik a Tenerife-i repülőtér kifutópályáján. 583 ember veszíti életét. Ez a repülés történetének eddigi legsúlyosabb szerencsétlensége.

## Születések

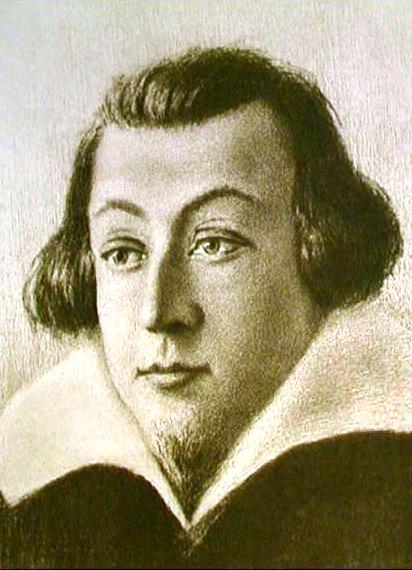
Jiří Třanovský

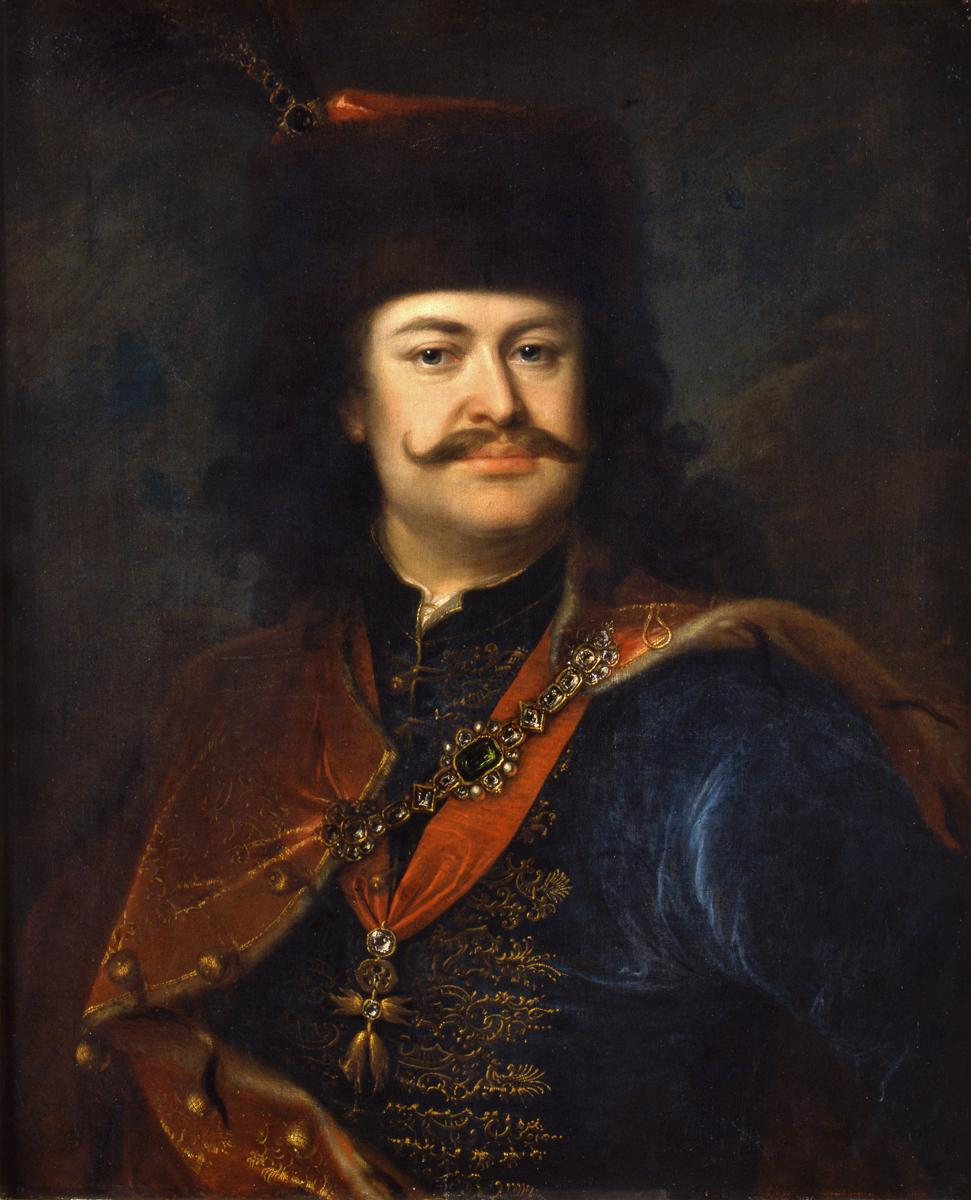
II. Rákóczi Ferenc

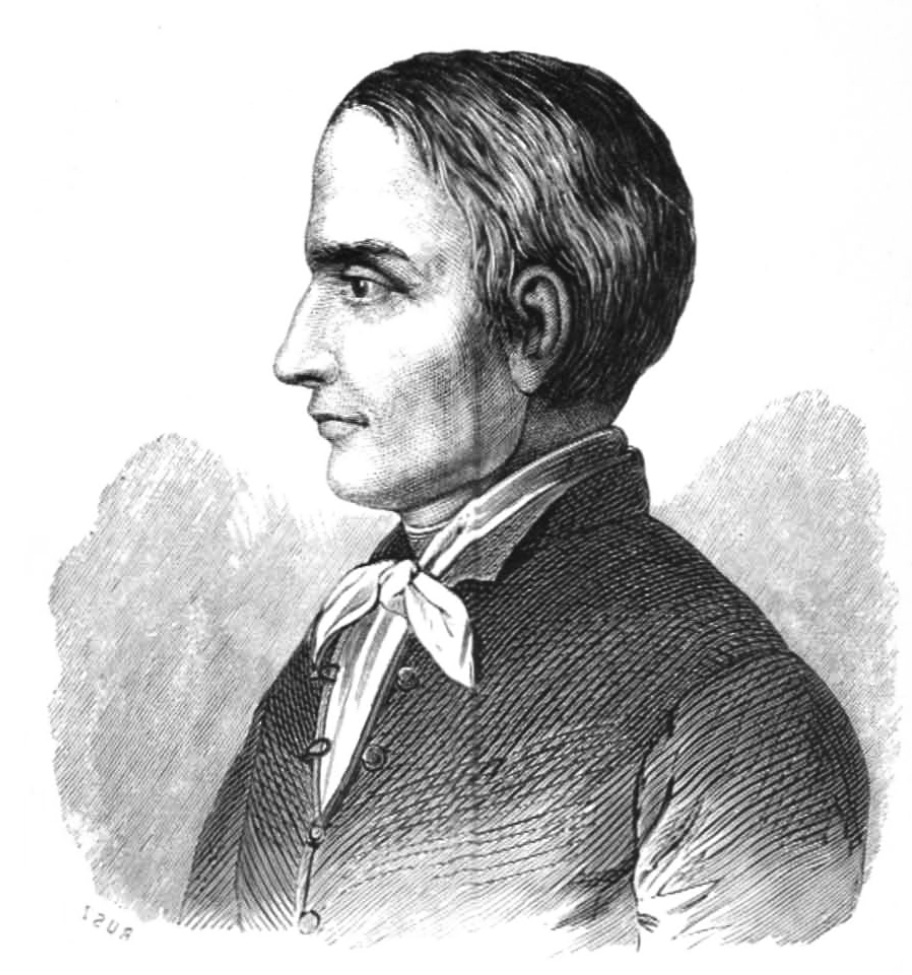
Kőrösi Csoma Sándor

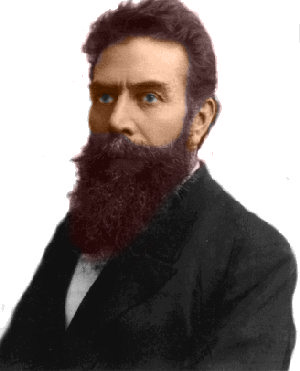
Wilhelm Röntgen

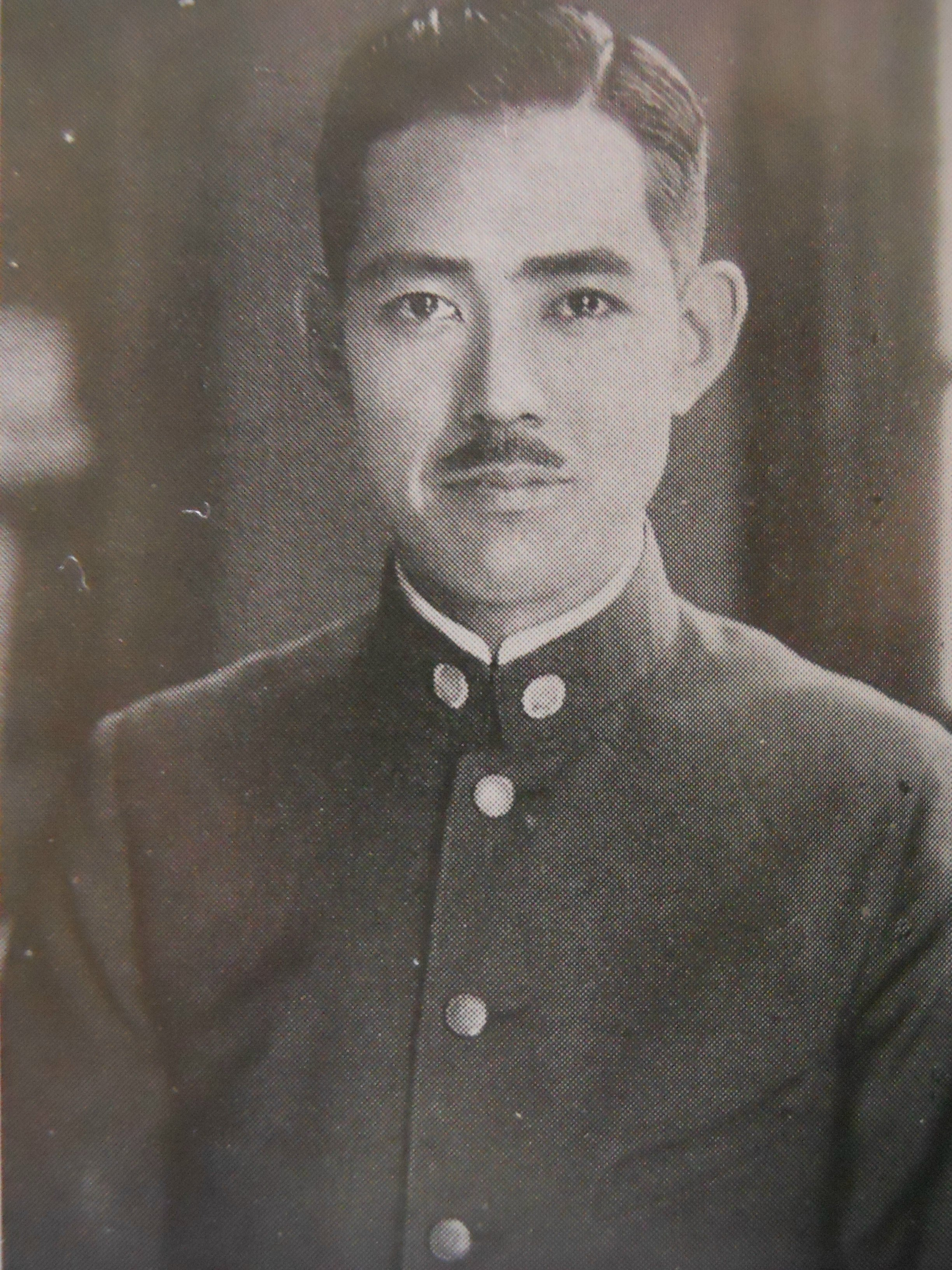
Szató Eiszaku

- 1591 – Jiří Třanovský cseh-szlovák író, költő, egyházi énekszerző, evangélikus lelkész, őt nevezik a „szláv Luthernek” († 1637)
- 1676 – II. Rákóczi Ferenc erdélyi fejedelem († 1735)
- 1784 – Kőrösi Csoma Sándor székely-magyar nyelvész, könyvtáros, a tibetológia megalapítója († 1842)
- 1785 – Lajos Károly francia trónörökös (XVII. Lajos) († 1795)
- 1797 – Alfred de Vigny francia író, költő, drámaíró († 1863)
- 1824 – Schlauch Lőrinc nagyváradi római katolikus püspök, bíboros, egyházjogász, valóságos belső titkos tanácsos, a Magyar Tudományos Akadémia igazgatósági tagja († 1902)
- 1845 – Wilhelm Conrad Röntgen Nobel-díjas német fizikus († 1923)
- 1851 – Vincent d’Indy francia zeneszerző, karmester és számos muzsikust útjára indító tanár († 1931)
- 1857 – Karl Pearson angol matematikai statisztikus, a  modern statisztika alapjainak megteremtője († 1936)
- 1861 – Koszta József festőművész († 1949)
- 1871 – Heinrich Mann német író, drámaíró, esszéista († 1950)
- 1879 – Garbai Sándor szociáldemokrata politikus, a magyar Tanácsköztársaság egyik vezetője († 1947)
- 1883 – Szundy Jenő kertészeti szakíró († 1974)
- 1886 – Szergej Mironovics Kirov (er. Kosztrikov) orosz kommunista forradalmár, szovjet politikus, az SZKP KB tagja († 1934)
- 1889 – Dienes László, magyar szociológus, esztéta, szerkesztő, a kolozsvári Korunk alapítója,  könyvtárigazgató, egyetemi tanár († 1953)
- 1891 – Zilahy Lajos magyar író († 1974)
- 1893 – Mannheim Károly magyar szociológus, pedagógus, filozófus († 1947)
- 1899 – Gloria Swanson Golden Globe-díjas amerikai színésznő, a  némafilmek korának egyik legnagyobb sztárja († 1983)
- 1901 – Szató Eiszaku Nobel-békedíjas japán politikus, pénzügyminiszter, 1964. november 9-e és 1972. július 7-e között Japán leghosszabb ideig kormányon lévő miniszterelnöke, később a Nemzetközi Karate Szervezet elnöke († 1975)
- 1905 – Kalmár László magyar matematikus, az MTA tagja († 1976)
- 1912 – James Callaghan az Egyesült Királyság miniszterelnöke († 2005)
- 1924 – Sarah Vaughan amerikai jazz-énekesnő, zongorista († 1990)
- 1927 – François Furet francia történész († 1997)
- 1931 – Novák Ferenc Kossuth-díjas magyar koreográfus, rendező, etnográfus, a nemzet művésze († 2024)
- 1932 – Dunai Ferenc magyar származású amerikai drámaíró, humorista, újságíró († 2024)
- 1934 – Csurka István kétszeres József Attila-díjas magyar író,  drámaíró, politikus (MIÉP) († 2012)
- 1935 – Julian Glover angol színész
- 1942 – Michael York angol színész
- 1942 – Farkas János magyar olimpiai bajnok labdarúgó († 1989)
- 1943 – Solymos Tóni magyar énekes, gitáros
- 1944 – Garai Róbert magyar színész
- 1945 – Nestor Garcia-Veiga argentin autóversenyző
- 1947 – Jobba Gabi magyar színésznő († 1983)
- 1959 – Els Beerten flamand írónő
- 1962 – Szlávics Alexa festő- és grafikusművész
- 1963 – Quentin Tarantino kétszeres Oscar-díjas amerikai filmrendező
- 1963 – Xuxa Brazilai énekesnő
- 1964 – Kispál András magyar gitáros, zeneszerző
- 1965 – Gregor Foitek svájci autóversenyző
- 1969 – Mariah Carey ötszörös Grammy-díjas amerikai pop- és R&B-énekesnő
- 1969 – Pauley Perrette amerikai színésznő
- 1970 – Elizabeth Mitchell amerikai színésznő
- 1971 – David Coulthard (David Marshall Coulthard) skót autóversenyző
- 1975 – Fergie a The Black Eyed Peas énekesnője
- 1977 – Elek Norbert magyar labdarúgó, a Diósgyőri VTK védőjátékosa
- 1981 – Paján Viktor vízilabdázó
- 1981 – Tobias Schenke német színész
- 1982 – David Koražija szlovén  kézilabdázó, az MKB Veszprém KC játékosa
- 1983 – Julija Golubcsikova orosz atléta (rúdugró)
- 1986 – Manuel Neuer német labdarúgókapus, az FC Bayern München játékosa
- 1987 – Francisco A. Limardo Gascon venezuelai kardvívó
- 1988 – Brenda Song amerikai színésznő
- 1995 – Mac Bohonnon amerikai síakrobata
- 1997 – Lisa Manoban koreai énekes, a Blackpink énekese, rappere és főtáncosa
- 1997 – Rasovszky Kristóf magyar úszó
- 2004 – Amira Willighagen holland énekesnő, előadóművész

## Halálozások
- 1378 – XI. Gergely pápa
- 1472 – Janus Pannonius magyar költő, váradi kanonok, pécsi püspök (* 1434)
- 1613 – Báthory Zsigmond erdélyi fejedelem (* 1573)
- 1923 – Sir James Dewar skót vegyész, fizikus, feltaláló, az alacsony hőmérsékletek kutatója (* 1842)
- 1950 – Földes Dezső kétszeres olimpiai bajnok vívó (* 1880)
- 1968 – Jurij Gagarin szovjet repülőtiszt, az első űrhajós (* 1934)
- 1972 – M. C. Escher holland festőművész, grafikus, a geometrikus formák mestere (* 1898)
- 1998 – Bánó Pál magyar színész (* 1925)
- 2002 – Dudley Moore angol színész, zenész (* 1935)
- 2002 – Billy Wilder amerikai filmrendező (* 1906)
- 2004 – Robert Merle francia író (* 1908)
- 2005 – Galgóczy Imre magyar színész, szinkronszínész (* 1920)
- 2005 – Pusztai Kálmán erdélyi villamosmérnök, egyetemi tanár (* 1944)
- 2006 – Stanisław Lem lengyel író (* 1921)
- 2007 – Paul Lauterbur amerikai kémikus (* 1929)
- 2011 – Kornis György magyar festő (* 1927)
- 2015 – Kubinyi Anna Kossuth-díjas magyar textilművész (* 1949)
- 2020 – Kovács Zsuzsa Jászai Mari-díjas magyar színésznő (* 1945)
- 2025 – Tamás Menyhért Kossuth-díjas magyar költő, író, műfordító, a nemzet művésze (* 1940)
- 2025 – Tolnai Ottó Kossuth-díjas magyar író, költő, műfordító (* 1940)

## Nemzeti ünnepek, emléknapok, világnapok
- Színházi világnap
- II. Rákóczi Ferenc vezérlő fejedelem emléknapja (2015-től)
- Angola: a győzelem napja
- Mianmar: a fegyveres erők napja